# Gallussäureoctylester
Gallussäureoctylester (Octyl-3,4,5-trihydroxybenzoat) ist eine chemische Verbindung aus der Gruppe der Gallate und ein Ester der Gallussäure.

## Gewinnung und Darstellung
Die Verbindung kann durch Veresterung von Gallussäure mit Octanol gewonnen werden.

## Eigenschaften
Gallussäureoctylester ist ein brennbarer weißer Feststoff, der praktisch unlöslich in Wasser ist.

## Verwendung
Gallussäureoctylester schmeckt grundsätzlich leicht bitter und wird aufgrund seiner antioxidativen Wirkung in der Lebensmittelindustrie verwendet. Die Höchstmenge in Lebensmitteln liegt bei 100 bis 200 mg/kg bezogen auf den Fettgehalt. Studien berichten von einer fungiziden Wirkung gegen Saccharomyces cerevisiae und Zygosaccharomyces bailii und einer antibakteriellen Aktivität gegen Staphylococcus aureus. In der EU und der Schweiz ist die Verwendung von Gallussäureoctylester (E311) als Lebensmittelzusatzstoff seit 2018 nicht mehr zugelassen.
Gallussäureoctylester kann alternativ zu Bisphenol A als Farbentwickler bei Thermopapieren eingesetzt werden.